# Akash Mishra
Akash Mishra (en hindi : आकाश मिश्रा), né le 27 novembre 2001 à Balrampur en Inde, est un footballeur international indien évoluant au poste d'arrière gauche au Mumbai City.

## Biographie

### En club
Né à Balrampur au Inde, Akash Mishra est formé par l'académie U Dream puis il rejoint le Indian Arrows en 2018. Il joue son premier match avec ce club, le 13 janvier 2019 contre le Shillong Lajong en championnat. Il entre en jeu et son équipe l'emporte par trois buts à zéro.
Le 16 octobre 2020, Akash Mishra signe en faveur du Hyderabad FC, en même temps que deux autres joueurs.
Avec cette équipe il découvre l'Indian Super League, jouant son premier match le 23 novembre 2020, lors de la première journée de la saison 2020-2021 contre le Odisha FC. Il est titulaire lors de ce match remporté par son équipe (0-1 score final),.
Mishra prolonge son contrat de trois ans avec Hyderabad le 21 janvier 2022, étant alors lié au club jusqu'en mai 2025.
Le 19 juin 2023, Akash Mishra rejoint Mumbai City. Il signe un contrat de cinq ans, soit jusqu'en mai 2028.

### En sélection
Akash Mishra est convoqué pour la première fois avec l'équipe nationale d'Inde le 2 mars 2021 par le sélectionneur Igor Štimac. Il honore sa première sélection avec l'Inde lors de ce rassemblement, le 25 mars 2021 lors d'un match amical face à Oman. Il est titularisé et les deux équipes se neutralisent (1-1 score final),.

## Palmarès
Hyderabad FC
- Indian Super League (1) :
  - Champion : 2021-2022.